# ان ئی تاد
اَن ای تاد (انگلیسی: Ann E. Todd؛ زادهٔ ۲۶ اوت ۱۹۳۱ – درگذشته ۷ فوریه ۲۰۲۰) که با نام اَن تاد فیلیپس هم شناخته می‌شود، بازیگر اهل ایالات متحده آمریکا بود.
از فیلم‌ها یا برنامه‌های تلویزیونی که وی در آن نقش داشته‌است، می‌توان به دره من چه سرسبز بود، خون و شن و بریگم یانگ اشاره کرد.

## گزیده فیلمشناسی
از فیلم‌ها یا برنامه‌های تلویزیونی که وی در آن نقش داشته‌است می‌توان به آثار زیر اشاره کرد.
- برج لندن (فیلم ۱۹۳۹) (۱۹۳۹)
- دستری دوباره می‌راند ()۱۹۳۹
- همه اینها به‌اضافه بهشت (۱۹۴۰)
- بریگم یانگ (فیلم) (۱۹۴۰)
- خون و شن (فیلم ۱۹۴۱) (۱۹۴۱)
- چه سرسبز بود دره من (۱۹۴۱)
- ردیف پادشاهان (۱۹۴۲)
- داستان جولسون (۱۹۴۶)
- سال‌های خطرناک (۱۹۴۷)